# جريمة قتل في أجنحة فاخرة (فلم)
جريمة قتل في أجنحة فاخرة (بالإنجليزية: Murder at Prime Suites) هو فيلم إثارة وجريمة نيجيري صدر سنة 2013 وأخرجه كريس إنينغ. الفيلم من بطولة جوزيف بنجامين وكيرا هيواتش وتشيلسي إيزي، وقد بُني سيناريو الفيلم على جريمة قتل مشابهة حدثت في لاغوس.

## القصة
تدور أحداث الفيلم حول قصة قتل بشعة ضحيتها فلورنس نغوو (تشيلسي إيزي) وقعت في فُندق، والمُجرم شخص مجهول. يتولى العميل تيد (جوزيف بنجامين) عملية التحقيق في الجريمة.

## طاقم التمثيل
- جوزيف بنيامين في دور العميل تيد.
- كيرا هيواتش في دور العميل هاوا.
- تشيلسي إزي في دور فلورنس نغو.
- أوكي أوزويشي في دور جيد كوكر.
- ستان نزي في دور أدولف.

## الاستقبال النقدي
تباينت مُراجعات النقاد حول الفيلم بين السلبية والإيجابية. فعلى موقع (بالإنجليزية: Sodas and Popcorns) حصل الفيلم على مُعدل 3 من أصل 5 واُرفق التقييم بالتعليق التالي :«إنه فيلم جميل، مختلف، إبداعي، لكن بعض البراغي بدت فضفاضة بعض الشيء مما لم يجعل تجربة أفضل من هذا بالنسبة لي».
حصل الفيلم على ترشيحات في حفل توزيع جوائز أفريقيا ماجيك للمشاهدين لسنة 2014، لنيل كُل من جائزتي أفضل فيلم (دراما) وأفضل صوت.

## روابط خارجية
مقالات تستعمل روابط فنية بلا صلة مع ويكي بيانات